# Goneatara
Genre
Goneatara est un genre d'araignées aranéomorphes de la famille des Linyphiidae.

## Distribution
Les espèces de ce genre se rencontrent aux États-Unis et au Canada,.

## Liste des espèces
Selon World Spider Catalog (version 16.5, 26/09/2015) :
- Goneatara eranistes (Crosby & Bishop, 1927)
- Goneatara nasutus (Barrows, 1943)
- Goneatara platyrhinus Crosby & Bishop, 1927
- Goneatara plausibilis Bishop & Crosby, 1935

## Publication originale
- Bishop & Crosby, 1935 : Studies in American spiders: miscellaneous genera of Erigoneae, part I. Journal of the New York Entomological Society, vol. 43, p. 217-241 & 255-280.